# San José del Cabo
La città di San José del Cabo è a capo del Comune di Los Cabos, Bassa California del Sud, Messico. Conta 69 788 abitanti secondo le stime del censimento 2010.

## Economia

### Turismo
La città di San José del Cabo insieme a Cabo San Lucas creano un polo turistico attrattivo tra i più importanti del Messico.

## Galleria d'immagini

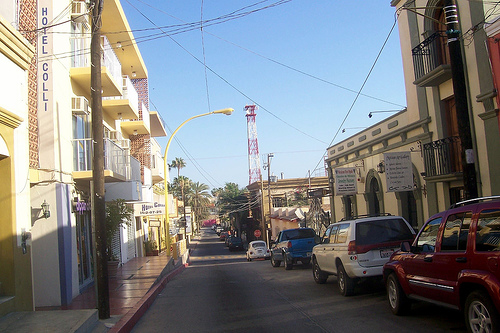
Via della cittadina
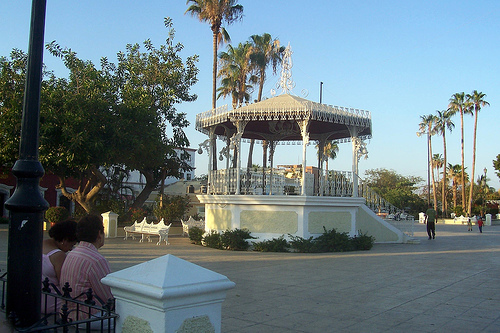
Piazza della città
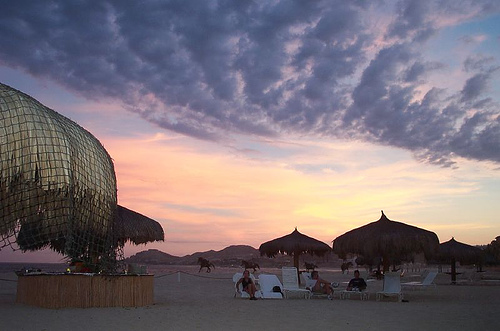
Spiaggia di San José
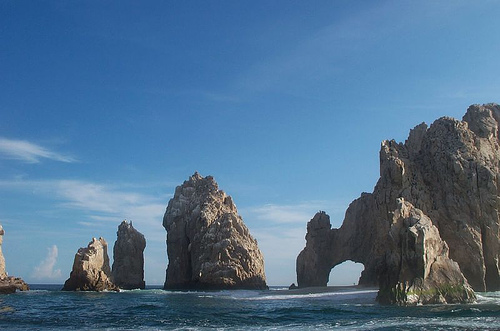
Costa